# Шавьер, Даниэл
Даниэ́ль Резе́нде Шавье́р (порт.-браз. Daniel Rezende Xavier; род. 31 августа 1982 года, Белу-Оризонти, Бразилия) — бразильский стрелок из лука, участник летних Олимпийских игр 2012 года, призёр Панамериканских игр 2015 года.

## Спортивная биография
Заниматься стрельбой из лука Шавьер начал в 1993 году. Первым крупным турниром в карьере Шавьера стали Панамериканские игры 2011 года. В личном первенстве бразильский лучник уверенно дошёл до четвертьфинала, но там уступил мексиканцу Хуану Серрано 4:6. В командном первенстве бразильцы также оступились на стадии четвертьфинала, проиграв кубинской сборной.
В 2012 году Шавьер принял участие в своих первых Олимпийских играх. В индивидуальном первенстве Даниэль в квалификации занял 51-е место и в первом раунде встретился с лучником из Польши Рафалом Добровольским и проиграл ему со счётом 3:7. На чемпионате мира 2013 года в турецком Белеке Шавьер не смог преодолеть первый раунд в личном турнире и вместе со сборной Бразилии не прошёл в основной турнир, заняв 20-е место в квалификации. В 2014 году Даниэль вместе со сборной Бразилии стал чемпионом Южноамериканских игр. На чемпионате мира 2015 года Шавьер вновь смог преодолеть квалификацию соревнований, но в первом раунде в упорной борьбе он уступил индийскому лучнику. В командном турнире бразильцы также сумели пробиться в основную сетку соревнований, но там южноамериканцы уступили сборной Австралии.
На Панамериканских играх 2015 года Шавьер успешно прошёл первый раунд, но в 1/8 финала Даниэль уступил своему партнёру по команде Маркусу Д’Альмейда. В командном первенстве сборная Бразилии дошла до полуфинала, где со счётом 0:6 уступила сборной США. В матче за третье место бразильцы смогли взять реванш у кубинцев за поражение четырёхлетней давности и стали обладателями бронзовых наград Панамериканских игр. По состоянию на июнь 2016 года занимает 97-е место в мировом рейтинге.

## Личная жизнь
- По образованию Даниэль Шавьер ветеринар.